# Miguel Britos
Miguel Britos (Montevideo, 17 juli 1985) is een Uruguayaanse voetballer die doorgaans als verdediger speelt. Hij tekende in juli 2015 een contract tot medio 2018 bij Watford, dat hem overnam SSC Napoli.

## Erelijst
| Coppa Italia | 2x | 2011/12, 2013/14 |
| Supercoppa   | 1x | 2014             |

1 Bachmann ·
2 Ngakia ·
3 Sierralta ·
5 Porteous ·
6 Pollock ·
7 Ince ·
8 Tsjakvetadze ·
10 Louza ·
11 Vata ·
12 Sema ·
13 Almeida ·
14 Dwomoh ·
15 Tikvić ·
16 Keben ·
17 Sissoko  ·
18 Jebbison ·
19 Bayo ·
20 Doumbia ·
21 Ogbonna ·
22 Morris ·
23 Bond ·
24 Dele-Bashiru ·
34 Baah ·
36 Ebosele ·
37 Larouci ·
39 Kayembe ·
45 Andrews ·
Coach: Cleverley